# Tanimbar-eilanden
De Tanimbar-eilanden (Indonesisch: Kepulauan Tanimbar) zijn een eilandengroep in het zuidwesten van de Molukken, gelegen tussen de Arafurazee en de Bandazee, twee randzeeën van de Grote Oceaan. De eilandengroep wordt gerekend tot Melanesië, een regio die zich uitstrekt van Nieuw-Guinea tot Fiji, en vormt een overgangsgebied tussen de Austronesische en Melanesische culturen. De meeste katholieken van de Molukken leven op de Tanimbar-eilanden en de naburige Kei-eilanden.
De eilandengroep bestaat uit ongeveer 65 eilanden, waarvan Yamdena het grootste en meest bevolkte is. Andere belangrijke eilanden zijn Larat, Selaru, Fordata, Molu, Wuliaru en Maru. De totale oppervlakte bedraagt circa 5.440 km², met een bevolking van ongeveer 61.000 mensen.
De Tanimbar-eilanden worden gekenmerkt door tropische regenwouden, koraalriffen en een maritiem klimaat. De kustgebieden bestaan grotendeels uit kalksteen en koraalformaties, terwijl het binnenland heuvelachtig is met dichte bossen. De biodiversiteit is vergelijkbaar met die van nabijgelegen eveneens tussen de Wallacelijn en de Lydekkerlijn gelegen gebieden van Wallacea zoals Aru en Kei en omvat zowel Australaziatische als Indo-Pacifische flora en fauna.

## Biodiversiteit
De eilanden zijn nog gedeeltelijk bedekt met regenwoud. Dit vormt het leefgebied van een groot aantal endemische diersoorten. Ontbossingen bedreigen het voortbestaan van deze diersoorten.
- Goffins kaketoe (Cacatua goffiniana)
- yamdenastruikzanger (Horornis carolinae synoniem:Cettia carolinae).
- tanimbarboshoen (Megapodius tenimberensis)
- tanimbarpurperspreeuw (Aplonis crassa)
- Molukse kerkuil (Tyto sororcula)
- tanimbargoudlijster (Zoothera machiki)
- tanimbarlijster (Geokichla schistacea)
- blauwgestreepte lori (Eos reticulata)

Vlindersoorten:
- Parallelia missionarii
- Troides riedeli